# Friedhelm Waldhausen
Friedhelm Waldhausen (* 1938 in Millich; † 21. November 2024) war ein deutscher Mathematiker, der vor allem durch seine Arbeiten zur algebraischen Topologie bekannt wurde.

## Leben
Waldhausen studierte Mathematik in Göttingen, München und Bonn, wo er 1966 bei Friedrich Hirzebruch mit der Arbeit Eine Klasse von 3-dimensionalen Mannigfaltigkeiten promovierte. Nach Gastaufenthalten in Princeton, an der University of Illinois at Urbana-Champaign und der University of Michigan in Ann Arbor wechselte Waldhausen 1968 nach Kiel, wo er sich habilitierte. 1969 wurde er Wissenschaftlicher Rat und Professor an der Ruhr-Universität Bochum, ehe er 1970 auf einen Lehrstuhl für Mathematik an der Universität Bielefeld berufen wurde, den er bis zu seiner Emeritierung 2004 innehatte.

## Werk
Der erste Schwerpunkt von Waldhausens Wirkens waren seine Arbeiten in der Theorie der dreidimensionalen Mannigfaltigkeiten. Er beschäftigte sich hier vor allem mit Haken-Mannigfaltigkeiten und Heegaard-Zerlegungen. Unter anderem bewies er, dass jede Homotopieäquivalenz zweier geschlossener Haken-Mannigfaltigkeiten homotop zu einem Homöomorphismus ist (Waldhausens Starrheitssatz). Im Kontext der Heegaard-Zerlegungen entstand auch die Waldhausen-Vermutung.
Mitte der siebziger Jahre aber entwickelte er ein neues eigenes Gebiet, das heute als Algebra über hochstrukturierten Ringspektren bezeichnet wird. Eine erste Anwendung ist die algebraische K-Theorie von Räumen (heute als A-Theorie bezeichnet), die er unter anderem in den Artikeln Algebraic K-Theory of topological spaces I (1976) und Algebraic K-Theory of Spaces (1983) entwickelte. In letzterem Artikel führte er auch die sogenannten Waldhausen-Kategorien ein.

## Ehrungen
Für sein Werk sind Waldhausen mehrere Ehrungen zuteilgeworden. Unter anderem sind dies der von-Staudt-Preis, den er 2004 zusammen mit Günter Harder verliehen bekam, und eine Ehrendoktorwürde der Universität Osnabrück.

## Schriften (Auswahl)
- Eine Klasse von 3-dimensionalen Mannigfaltigkeiten. I, II: Invent. Math. 3 (1967), 308–333; ibid. 4 (1967) 87–117.
- Gruppen mit Zentrum und 3-dimensionale Mannigfaltigkeiten. Topology 6 1967 505–517, doi:10.1016/0040-9383(67)90008-0
- On irreducible 3-manifolds which are sufficiently large. Ann. of Math. (2) 87 1968 56–88, doi:10.2307/1970594
- Heegaard-Zerlegungen der 3-Sphäre. Topology 7 1968 195–203, doi:10.1016/0040-9383(68)90027-X
- The word problem in fundamental groups of sufficiently large irreducible 3-manifolds. Ann. of Math. (2) 88 1968 272–280, doi:10.2307/1970574
- Algebraic K-theory of generalized free products. I, II: Ann. of Math. (2) 108 (1978), no. 1, 135–204; III, IV: ibid. 108 (1978), no. 2, 205–256.
- Algebraic K-theory of spaces. in: Algebraic and geometric topology (New Brunswick, N.J., 1983), 318–419, Lecture Notes in Math., 1126, Springer, Berlin, 1985.